# Área metropolitana de Turín

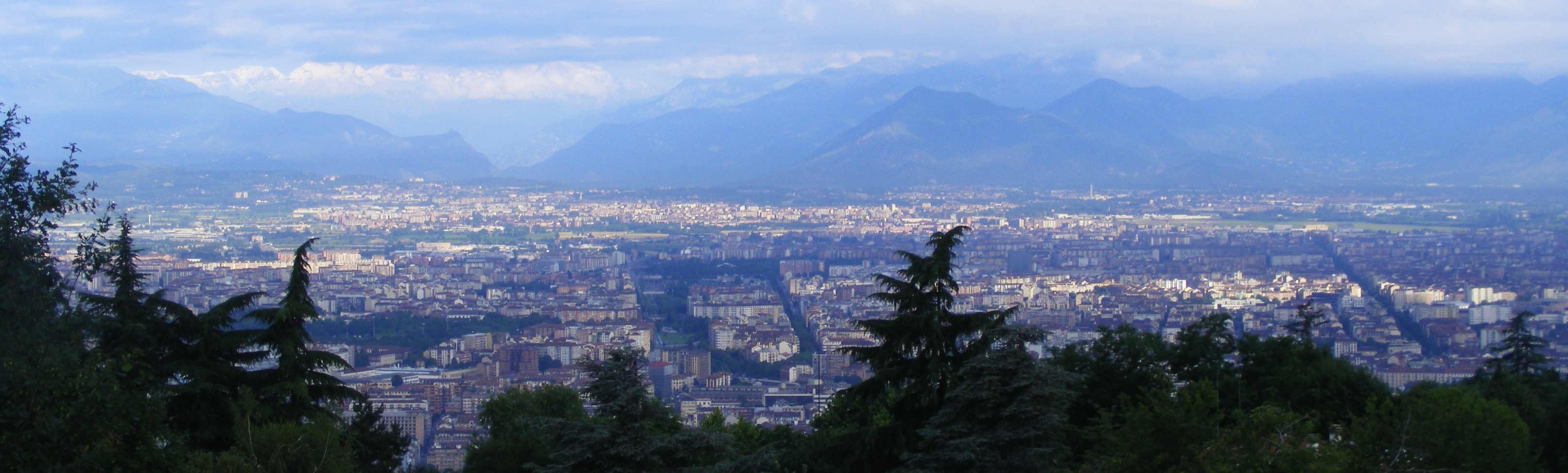
El área metropolitana de Turín desde este

El área metropolitana de Turín consiste en la ciudad de Turín y en una serie de localidades menores ubicadas en la región de Piamonte (Italia).
En total, el área metropolitana de Turín se extiende por una superficie de 1.127 km² y cuenta con una población de 1,68 millones de habitantes, de los cuales 12 y 54% corresponden a la ciudad de Turín, respectivamente. Tiene una densidad de población de 1.490 hab/km².

## Composición
El área metropolitana de Turín se compone de la ciudad de Turín y de 52 pequeñas ciudades y municipios ubicados a su alrededor (entre las que destacan las ciudades de Moncalieri, Rivoli, Collegno, Nichelino y Settimo Torinese), como se muestra en la tabla siguiente.
| Provincia          | Comuna                 | Superficie (en km²) | Población(1) |
| ------------------ | ---------------------- | ------------------- | ------------ |
| Piamonte           |                        |                     |              |
| Provincia de Turín | Turín                  | 130,0               | 900.608      |
| Provincia de Turín | San Mauro Torinese     | 12,0                | 18.645       |
| Provincia de Turín | Settimo Torinese       | 32                  | 47.441       |
| Provincia de Turín | Brandizzo              | 6,4                 | 7.813        |
| Provincia de Turín | Chivasso               | 51,3                | 23.785       |
| Provincia de Turín | Borgaro Torinese       | 14,4                | 13.405       |
| Provincia de Turín | Leini                  | 32,5                | 12.757       |
| Provincia de Turín | Volpiano               | 32,4                | 13.835       |
| Provincia de Turín | San Benigno Canavese   | 22,2                | 5.314        |
| Provincia de Turín | Robassomero            | 8,4                 | 3.041        |
| Provincia de Turín | Caselle Torinese       | 28,7                | 17.064       |
| Provincia de Turín | San Maurizio Canavese  | 17,5                | 7.975        |
| Provincia de Turín | San Francesco al Campo | 15,0                | 4.478        |
| Provincia de Turín | Cirié                  | 17,8                | 18.559       |
| Provincia de Turín | San Carlo Canavese     | 21,0                | 3.628        |
| Provincia de Turín | Nole                   | 11,3                | 6.551        |
| Provincia de Turín | Grosso                 | 4,3                 | 991          |
| Provincia de Turín | Mathi                  | 7,1                 | 3.968        |
| Provincia de Turín | Venaria Reale          | 20,3                | 35.127       |
| Provincia de Turín | Druento                | 27,7                | 8.264        |
| Provincia de Turín | Pianezza               | 16,5                | 12.072       |
| Provincia de Turín | Collegno               | 18,1                | 49.606       |
| Provincia de Turín | Grugliasco             | 13,1                | 38.050       |
| Provincia de Turín | Alpignano              | 12,0                | 16.983       |
| Provincia de Turín | Caselette              | 14,0                | 2.711        |
| Provincia de Turín | Rivoli                 | 29,5                | 50.213       |
| Provincia de Turín | Rosta                  | 9,0                 | 3.870        |
| Provincia de Turín | Buttigliera Alta       | 8,3                 | 6.579        |
| Provincia de Turín | Avigliana              | 23,3                | 11.908       |
| Provincia de Turín | Rivalta di Torino      | 25,3                | 18.382       |
| Provincia de Turín | Villarbasse            | 10,4                | 2.992        |
| Provincia de Turín | Sangano                | 6,7                 | 3.745        |
| Provincia de Turín | Bruino                 | 5,6                 | 8.102        |
| Provincia de Turín | Piossasco              | 40,0                | 17.303       |
| Provincia de Turín | Orbassano              | 22,1                | 21.580       |
| Provincia de Turín | Beinasco               | 6,8                 | 18.330       |
| Provincia de Turín | Nichelino              | 20,6                | 48.414       |
| Provincia de Turín | Candiolo               | 11,9                | 5.428        |
| Provincia de Turín | Volvera                | 20,9                | 8.067        |
| Provincia de Turín | None                   | 24,7                | 7.863        |
| Provincia de Turín | Piobesi Torinese       | 19,7                | 3.539        |
| Provincia de Turín | Vinovo                 | 17,7                | 13.440       |
| Provincia de Turín | La Loggia              | 12,8                | 7.022        |
| Provincia de Turín | Moncalieri             | 47,0                | 55.983       |
| Provincia de Turín | Trofarello             | 12,3                | 11.089       |
| Provincia de Turín | Cambiano               | 14,2                | 6.121        |
| Provincia de Turín | Santena                | 16,2                | 10.287       |
| Provincia de Turín | Pecetto Torinese       | 9,2                 | 3.754        |
| Provincia de Turín | Chieri                 | 54,3                | 34.669       |
| Provincia de Turín | Pino Torinese          | 21,9                | 8.627        |
| Provincia de Turín | Baldissero Torinese    | 15,5                | 3.516        |
| Provincia de Turín | Castiglione Torinese   | 14,2                | 5.915        |
| Provincia de Turín | Gassino Torinese       | 20,5                | 9.387        |
| TOTAL              | TOTAL                  | 1.126,6             | 1.678.796    |

- (1) - Datos del 01.01.2006, tomados del informe estadístico de población del Istituto Nazionale di Statistica  Archivado el 8 de noviembre de 2009 en Wayback Machine.

## Comparación
En esta tabla se muestran las cuatro principales áreas metropolitanas de Italia. El área metropolitana de Turín ocupa el cuarto puesto.
| N.º | Área metropolitana | Superficie (en km²) | Población (en millones) |
| --- | ------------------ | ------------------- | ----------------------- |
| 1   | Milán              | 1.866               | 4,107                   |
| 2   | Nápoles            | 1.662               | 3,697                   |
| 3   | Roma               | 2.676               | 3,330                   |
| 4   | Turín              | 1.127               | 2,897                   |

- Datos: Q919912